# Love Collection
Love Collection ist eine Serie von zwei Kompilationsalben der japanischen Sängerin Kana Nishino. Beide Kompilationsalben wurden am 4. September 2013 in Japan unter den Titeln „Pink“ und „Mint“ separat veröffentlicht. „Mint“ debütierte auf der Höchstplatzierung der wöchentlichen Oricon-Charts mit 147.376 verkauften Einheiten und „Pink“ folgte auf #2 mit 146.664 verkauften Einheiten.

## Details zur Kompilation
Zum Zeitpunkt der Veröffentlichung beider Kompilationsalben, war Nishino fünf Jahre, seit ihrer Debütsingle „I“ (2008), in der Musikindustrie aktiv. Dies war Anlass zur Zelebrierung dieses Meilensteins mit einer Veröffentlichung einer Serie von zwei Kompilationen unter dem Namen „Love Collection“. So gab es „Love Collection: Pink“ und „Love Collection: Mint“, die jedoch ohne bestimmtes Konzept daher kamen. Beide Kompilationen verfügen über eine Auswahl von Singles oder Albumtiteln, die unbestimmt ist. Beide Kompilationen verfügen über jeweils 15 Titeln, worunter jeweils zwei neue Lieder veröffentlicht wurden. So findet man auf „Pink“ die zwei bis dato neuen Titel „Join Us!“ und „Lights, Camera, Action“ und auf „Mint“ die Titel „Sweet Dreams“ und „Happy Happy“. Sie sicherte sich in der ersten Verkaufswoche die beiden Höchstplatzierungen in den wöchentlichen Oricon-Charts; #1 für „Mint“ und #2 für „Pink“ mit einem Unterschied von ca. 1.000 verkauften Einheiten zueinander.
Neben der regulären CD-Version wurde eine CD+DVD-Version zu beiden Kompilationen veröffentlicht, die die Musikvideos der jeweiligen Singles auf den Kompilationen beinhaltet. Für mehr als 250.000 verschiffte Einheiten, wurden beide Kompilationen von der RIAJ mit Platin ausgezeichnet.

## Titelliste

### Pink

#### CD
Katalognummer: SECL-1383 (Reguläre CD-Version)
| #   | Titel                                         | Länge |
| --- | --------------------------------------------- | ----- |
| 1.  | Go for It!!                                   | 3:56  |
| 2.  | Best Friend                                   | 5:19  |
| 3.  | Motto… もっと…                                | 5:29  |
| 4.  | Kimi ni Aitaku Naru Kara 君に会いたくなるから | 4:04  |
| 5.  | Sakura, I Love You?                           | 4:39  |
| 6.  | Kimitte 君って                                | 5:27  |
| 7.  | Namida Iro 涙色                               | 5:36  |
| 8.  | I                                             | 3:49  |
| 9.  | Style.                                        | 4:04  |
| 10. | Join Us!                                      | 3:47  |
| 11. | Esperanza                                     | 5:23  |
| 12. | Maybe                                         | 4:04  |
| 13. | Kimi no Koe wo 君の声を mit Verbal (M-Flo)    | 5:29  |
| 14. | Lights, Camera, Action                        | 3:55  |
| 15. | Alright                                       | 5:02  |

#### DVD (Kana Nishino Video Clip Collection)
Katalognummer: SECL-1381 (Limitierte CD+DVD-Version)
| #   | Titel                             | Anmerkung  |
| --- | --------------------------------- | ---------- |
| 1.  | Go for It!!                       | Video Clip |
| 2.  | Best Friend                       | Video Clip |
| 3.  | Motto…                            | Video Clip |
| 4.  | Kimi ni Aitaku Naru Kara          | Video Clip |
| 5.  | Sakura, I Love You?               | Video Clip |
| 6.  | Kimitte                           | Video Clip |
| 7.  | Namida Iro                        | Video Clip |
| 8.  | I                                 | Video Clip |
| 9.  | Style.                            | Video Clip |
| 10. | Esperanza                         | Video Clip |
| 11. | Kimi no Koe wo mit Verbal (M-Flo) | Video Clip |
| 12. | Alright                           | Video Clip |

### Mint

#### CD
Katalognummer: SECL-1386 (Reguläre CD-Version)
| #   | Titel                                   | Länge |
| --- | --------------------------------------- | ----- |
| 1.  | Believe                                 | 3:51  |
| 2.  | Watashitachi 私たち                     | 5:46  |
| 3.  | Aitakute Aitakute 会いたくて 会いたくて | 4:42  |
| 4.  | If                                      | 4:40  |
| 5.  | Distance                                | 3:46  |
| 6.  | Glowly Days                             | 3:41  |
| 7.  | Make Up                                 | 4:20  |
| 8.  | Tōkutemo 遠くても mit Wise              | 5:43  |
| 9.  | Dear…                                   | 5:28  |
| 10. | Tatoe Donna ni… たとえ どんなに…        | 5:32  |
| 11. | Be Strong                               | 4:43  |
| 12. | Summer Girl mit Minmi                   | 3:49  |
| 13. | Sweet Dreams                            | 4:55  |
| 14. | Happy Happy                             | 4:43  |
| 15. | Always                                  | 5:18  |

#### DVD (Kana Nishino Video Clip Collection)
Katalognummer: SECL-1384 (Limitierte CD+DVD-Version)
| #   | Titel             | Anmerkung  |
| --- | ----------------- | ---------- |
| 1.  | Believe           | Video Clip |
| 2.  | Watashitachi      | Video Clip |
| 3.  | Aitakute Aitakute | Video Clip |
| 4.  | If                | Video Clip |
| 5.  | Distance          | Video Clip |
| 6.  | Glowly Days       | Video Clip |
| 7.  | Make Up           | Video Clip |
| 8.  | Tōkutemo mit Wise | Video Clip |
| 9.  | Dear…             | Video Clip |
| 10. | Tatoe Donna ni…   | Video Clip |
| 11. | Be Strong         | Video Clip |
| 12. | Always            | Video Clip |

## Verkaufszahlen und Charts-Platzierungen

### Charts
| Pink                                 | Pink       |
| Charts                               | Positionen |
| ------------------------------------ | ---------- |
| Tägliche Oricon Album-Charts         | 1          |
| Wöchentliche Oricon Album-Charts     | 2          |
| Jährliche Oricon Album-Charts (2013) | 12         |
| Mint                                 |            |
| Charts                               | Positionen |
| Tägliche Oricon Album-Charts         | 1          |
| Wöchentliche Oricon Album-Charts     | 1          |
| Jährliche Oricon Album-Charts (2013) | 11         |

### Verkaufszahlen

#### Pink
| Charts              | Erste Woche | Insgesamt | Charts-Aufenthalt |
| ------------------- | ----------- | --------- | ----------------- |
| Oricon Album-Charts | 146.664     | 314.271   | 92 Wochen         |

#### Mint
| Charts              | Erste Woche | Insgesamt | Charts-Aufenthalt |
| ------------------- | ----------- | --------- | ----------------- |
| Oricon Album-Charts | 147.376     | 328.178   | 102 Wochen        |